# Karl Friedrich Melbeck
Karl Friedrich Melbeck (* 18. März 1816 in Elberfeld (heute Stadtteil von Wuppertal); † 25. März 1891 in Düsseldorf) war Jurist, Landrat und Mitglied des Deutschen Reichstags.

## Leben
Melbeck war von 1851 bis 1886 Landrat des Kreises Solingen. Für seine langjährigen Verdienste verliehen ihm die Städte Dorp und Solingen im Jahr seines Eintritts in den Ruhestand 1886 die Ehrenbürgerwürde, außerdem wurde er Ehrenpresbyter der Solinger evangelischen Gemeinde.:15 Zwischen 1855 und 1858 und von 1889 bis 1891 war er Mitglied des Preußischen Abgeordnetenhauses und 1889 auch des Rheinischen Provinziallandtages.
Er war verheiratet mit Berthe, geborene Ibach, und hatte zwei Töchter. 1857 erhielt er den Roten-Adler-Orden IV. Klasse.
Von 1878 bis 1881 war er Mitglied des Deutschen Reichstags für den Wahlkreis Düsseldorf 3 und die Deutsche Reichspartei.
Im Jahre 1935 wurde in Solingen die Melbeckstraße nach dem ehemaligen Landrat und Ehrenbürger der Stadt benannt.